# Apparatus musico-organisticus

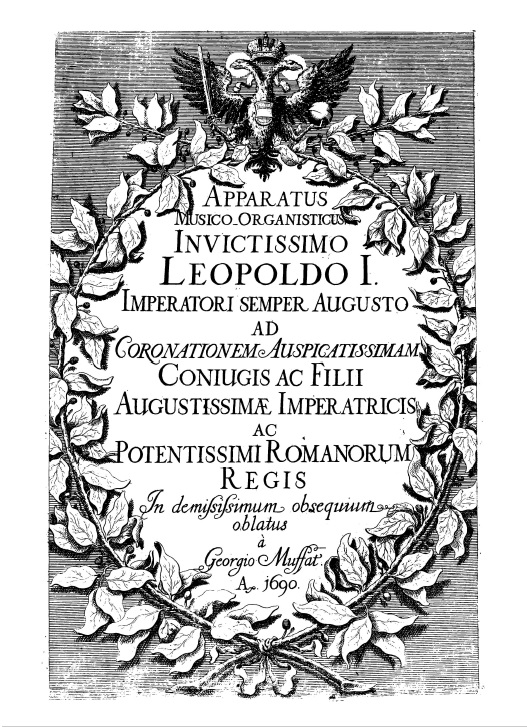
Frontespizio della stampa del 1690.

L'Apparatus musico-organisticus è una raccolta di brani per organo composti da Georg Muffat e pubblicati nel 1690.

## Storia e descrizione
Nonostante una lunga carriera come organista a Salisburgo e poi a Passavia, questa raccolta è l'unica dedicata all'organo da lui pubblicata, e anche l'unica di brani per strumento a tastiera; In effetti, a parte questi, Muffat ha conservato solo pochi brani per clavicembalo, essenzialmente partite.
L'opera, pubblicata nel 1690, lo stesso anno in cui Muffat lasciò Salisburgo per stabilirsi definitivamente a Passavia, è dedicata all'imperatore Leopoldo I in occasione dell'incoronazione del figlio (il futuro Giuseppe I) a re di Roma. La raccolta si apre dunque con la dedica - in latino - all'imperatore, seguita da un'allocuzione, sempre in latino, al benevolo lettore (Ad benevolum lectorem) in cui il compositore fa esplicito riferimento alla tradizione frescobaldiana e al suo debito verso i più grandi organisti di Germania, Italia e Francia. Fu, a suo tempo, la più significativa raccolta per strumenti a tastiera della Germania meridionale, i brani che la compongono rappresentano la degna controparte cattolica dei preludi contemporanei di Buxtehude. Muffat, erede della tradizione francese e italiana (studiò a Parigi con Lully e a Roma con Pasquini e Corelli), fonde deliberatamente lo stile italiano e quello francese.

## Struttura
La raccolta è composta da quindici brani: dodici toccate, una ciaccona con 12 variazioni, una passacaglia con 24 variazioni e un'aria.
1. Toccata prima (Re minore);
2. Toccata secunda (Sol minore);
3. Toccata terza (La minore);
4. Toccata quarta (Mi minore);
5. Toccata quinta (Do maggiore);
6. Toccata sesta (Fa maggiore);
7. Toccata settima (Do maggiore);
8. Toccata ottava (Sol maggiore);
9. Toccata nona (Mi minore);
10. Toccata decima (Re maggiore);
11. Toccata undecima (Do minore);
12. Toccata duodecima et ultima (fa maggiore);
13. Ciacona;
14. Passacaglia;
15. Nova Cylopea Armonica (Aria).

Le dodici toccate della raccolta sono stravaganti e divise in diverse sezioni contrastanti ma perfettamente unite. Il pedale è obbligatorio, ma la parte è semplice, composta da piccole note che di tanto in tanto devono raddoppiare o riempire la linea di basso eseguita dalla mano sinistra.